# John Negroponte
John Dimitri Negroponte (Londen, 21 juli 1939) is een Amerikaans diplomaat en ambtenaar.
Hij was als diplomaat van 1960 tot 1997 voor de US Foreign Service (buitenlandse dienst) werkzaam. Vervolgens was hij van september 2001 tot 2004 ambassadeur bij de Verenigde Naties. Van juni 2004 tot april 2005 was hij ambassadeur in Irak. Daarna werd hij directeur van de overkoepelende Nationale Inlichtingendienst.
van 13 februari 2007 tot 20 januari 2009 was Negroponte onderminister van Buitenlandse Zaken, de rechterhand van minister Condoleezza Rice.

## VS-ambassadeur van Honduras
Hij was VS-ambassadeur van Honduras van 1981 tot 1985, een periode waarin de Amerikaanse militaire steun aan Honduras toenam van 4 miljoen tot 77,4 miljoen dollar per jaar. Volgens The New York Times was Negroponte verantwoordelijk voor het "uitvoeren van de geheime strategie van de regering-Reagan om de regering van de Sandinista's in Nicaragua te verpletteren". Critici zeggen dat gedurende zijn ambassadeurschap mensenrechtenschendingen aan de orde van de dag waren.
Negroponte leidde de bouw van de luchtbasis El Aguacate, waar de VS Nicaraguaanse Contra's trainde en die volgens critici gedurende de jaren tachtig gebruikt werd als een geheim detentie- en martelcentrum. In augustus 2001 werden tijdens opgravingen 185 lijken gevonden, waaronder twee Amerikanen, die vermoedelijk ter plekke werden gedood en verbrand.
Bestanden laten ook zien dat een speciale geheime dienst (d.i. een fascistisch doodseskader) van het Honduraanse leger, Bataljon 3-16, getraind werd door de CIA en het Argentijnse leger, heeft ontvoerd, gemarteld en honderden mensen heeft gedood, onder wie Amerikaanse missionarissen. Critici stellen dat Negroponte van deze mensenrechtenschendingen op de hoogte was en toch doorging met de samenwerking met het Honduraanse leger, onderwijl liegend tegen het Congres.

## VN-ambassadeur
Van september 2001 tot 2004 was Negroponte de Amerikaanse ambassadeur bij de Verenigde Naties.
Zijn aanwijzing voor de VN-post was controversieel vanwege zijn inmenging in de geheime financiering van de Contra's en het verdoezelen van mensenrechtenschendingen in Honduras in de jaren tachtig. Hij wordt door velen als een steun van terroristen gezien voor de steun van de Contra-opstand tegen de linkse Sandinista's, de eerste democratisch gekozen regering van Nicaragua. Hij wordt ook beschuldigd de Contra's te hebben aangezet burgers aan te vallen.
Als VN-ambassadeur heeft hij een flink aantal resoluties over het Israëlisch-Palestijnse conflict gevetood. Ook heeft hij gedreigd de VN-vredesmissies te laten stoppen indien de Verenigde Staten niet zouden worden uitgezonderd van vervolging door het Internationale Hof van Justitie.
In 2002 heeft hij geholpen met het opstellen van Veiligheidsraadresolutie 1441, waarin Irak een laatste kans kreeg om zijn verborgen massavernietigingswapens te overhandigen.
Zijn voorganger bij de VN was James Cunningham.
- Gemeinsame Normdatei: 1021981893
- International Standard Name Identifier: 0000 0000 2866 8214
- Library of Congress Control Number: n86023200
- National Archives and Records Administration: 10570809
- Nationale Bibliotheek van Tsjechië: jo2016917266
- Nationale Bibliotheek van Israël: 987007321126505171
- Nederlandse Thesaurus van Auteursnamen: 340163542
- Système universitaire de documentation: 16515828X
- Virtual International Authority File: 31010214
- WorldCat: E39PBJt8mMkQpw6JmqkgdGqqQq